# Unión de Universidades del Mediterráneo
La Unión de Universidades del Mediterráneo (UNIMED) es una red de universidades de todo el Mar Mediterráneo.

## Objetivos y actividades
La cooperación entre las universidades Mediterráneo consagrados en los diferentes modos de acción: 
- facilitar el intercambio de conocimientos entre las universidades
- La movilidad de los estudiantes
- La movilidad del profesorado, planes de estudio y la enseñanza de titulaciones conjuntas
- Apoyo a la cooperación en la investigación, la movilidad de estudiantes de doctorado e investigadores entre los laboratorios implicados.

El objetivo principal de Mediterráneo es facilitar la movilidad de profesores y estudiantes entre las universidades, los intercambios educativos y la creación de titulaciones conjuntas, asociadas a proyectos concretos en los países mediterráneos.

## Integrantes
| País      | Universidad |
| --------- | --- |
| Albania   | - European University of Tirana - Metropolitan University of Tirana - Aleksandër Moisiu University of Durrës |
| Argelia   | - Universidad de Argel - Universidad de Bouira - Universidad de Setif |
| Chipre    | - Instituto de Tecnología de Chipre - Girne American University - Neapolis University Pafos - Universidad de Chipre |
| Egipto    | - Arab Academy for Science and Technology and Maritime Transprt - Matrouh University - Universidad de Alejandría - Universidad de El Cairo - University of Sadat City |
| Finlandia | - Universidad de Tampere |
| Francia   | - Universidad de Aix-Marsella - Universidad de Montpellier - Universidad París I Panthéon-Sorbonne - Universidad de Ruan - Universidad de Estrasburgo |
| Grecia    | - Universidad de Atenas |
| Irak      | - Universidad de Duhok - Dohuk Polytechnic University - Middle Technical University |
| Italia    | - Foro Italico University of Rome - Universidad de Chieti-Pescara - Università telematica internazionale UniNettuno - Universidad Libre de Lengua y Comunicación de Milán - Universidad IUAV de Venecia - Libera Università Mediterranea - Link Campus University - Marche Polytechnic University - Università "Universitas Mercatorum" - Universidad Telemática Pegaso - Politécnico de Turín - Universidad de Roma La Sapienza - Universidad de la Tuscia - Università Ca' Foscari - Universidad de Bari - Universidad de Bolonia - Universidad de Cagliari - Universidad de Calabria - Universidad de Catania - Universidad de Perugia - Universidad de Macerata - Universidad de Mesina - Universidad de Módena y Reggio Emilia - Universidad de Padua - Universidad de estudios de Palermo - Universidad de Pavía - Universidad de Perugia - Universidad de Pisa - Universidad del Salento - Universidad de Sassari - Universidad de Siena - Universidad de Teramo - Universidad de Urbino |
| Jordania  | - Al-Ahliyya Amman University - Al al-Bayt University - Amman Arab University - Applied Science Private University - Isra University - Middle East University - Princess Sumaya University for Technology - Universidad de Jordania - Petra University - Yarmuk University - Zarqa University |
| Líbano    | - Antonine University - Universidad Libanesa - Lebanese International University - Universidad del Santo Espíritu de Kaslik - International University of Beirut |
| Libia     | - Azzaytuna University - Bani Walid University - Libyan International Medical University - Nalut University - Universidad de Omar Al-Mukhtar - Al-Jafra University - University of Gharyan - Sabratha University - Sebha University - Universidad de Garyunis - Universidad de Sirte - Universidad de Trípoli - Tobruk University - University of Zawia |
| Marruecos | - Universidad Mohamed V - Ibn Tofail University - Sidi Mohamed Ben Abdellah University |
| Omán      | - Middle East College |
| Palestina | - Universidad Nacional An-Najah - Islamic University of Gaza - Universidad de Belén - Universidad de Birzeit - Universidad de al-Azhar de Gaza - University College of Applied Sciences - Universidad Abierta de Al-Quds - Universidad Politécnica de Palestina - Palestine Technical University - Arab American University |
| Portugal  | - Universidad de Évora - Universidad de Trás-os-Montes e Alto Douro |
| Catar     | - Doha Institute for Graduate Studies |
| Siria     | - Al-Baath University - Al-Furat University - La Universidad Privada de Al-Sham - Universidad Internacional Árabe - Manara University (MU) - Tishreen University - Universidad de Alepo - Universidad de Damasco - Hama University |
| España    | - Universidad de Barcelona - Universidad de Granada - Universidad de Gerona - Universidad de Murcia |
| Túnez     | - University of Kairouan - Tunis El Manar University - Manouba University - University of Sousse - University of Sfax - Universidad de Túnez - Universidad de Cartago - Virtual University of Tunis - Universidad de Monastir |
| Turquía   | - Istanbul Aydın University - Manisa Celal Bayar University - Universidad del Bósforo - Süleyman Demirel University |
| Yemen     | - Universidad de Adén |